# Aleksandra Crvendakić
Aleksandra Crvendakić (Loznica, 17 de março de 1996) é uma basquetebolista profissional sérvia, medalhista olímpica.

## Carreira
Aleksandra Crvendakić integrou Seleção Sérvia de Basquetebol Feminino, na Rio 2016, conquistando a medalha de bronze.